# Kabinet-Lincoln
Het kabinet–Lincoln was de uitvoerende macht van de Amerikaanse overheid van 4 maart 1861 tot 15 april 1865. Voormalig Afgevaardigde voor Illinois Abraham Lincoln werd gekozen als de 16e president van de Verenigde Staten na het winnen van de presidentsverkiezingen van 1860 over de kandidaten van de Democratische Partij zittend vicepresident John Breckinridge, zittend Senator voor Illinois Stephen Douglas en voormalig Senator voor Tennessee John Bell. Lincoln werd herkozen voor een tweede termijn in 1864 na het verslaan van de Democratische kandidaat voormalig generaal en bevelhebber van het Leger George McClellan.
| Nr.     | Functie       | Functie                               | Ambtsbekleder        | Ambtsbekleder                    | Ambtstermijn      | Ambtstermijn      | Partij      |
| ------- | ------------- | ------------------------------------- | -------------------- | -------------------------------- | ----------------- | ----------------- | ----------- |
| 16      |               | President van de Verenigde Staten     | Abraham Lincoln      | Abraham Lincoln (1809–1865)      | 4 maart 1861      | 15 april 1865     | R (1861–65) |
| 16      | NU (R) (1865) | President van de Verenigde Staten     | Abraham Lincoln      | Abraham Lincoln (1809–1865)      | 4 maart 1861      | 15 april 1865     |             |
| 15      |               | Vicepresident van de Verenigde Staten | Hannibal Hamlin      | Hannibal Hamlin (1809–1891)      | 4 maart 1861      | 4 maart 1865      | R           |
| 16      |               | Vicepresident van de Verenigde Staten | Andrew Johnson       | Andrew Johnson (1808–1875)       | 4 maart 1865      | 15 april 1865     | NU (D)      |
| Kabinet |               |                                       |                      |                                  |                   |                   |             |
| Nr.     | Functie       | Functie                               | Ambtsbekleder        | Ambtsbekleder                    | Ambtstermijn      | Ambtstermijn      | Partij      |
| 24      |               | Minister van Buitenlandse Zaken       | William Seward       | William Seward (1801–1872)       | 4 maart 1861      | 4 maart 1869      | R           |
| 25      |               | Minister van Financiën                | Salmon Chase         | Salmon Chase (1808–1873)         | 4 maart 1861      | 1 juli 1864       | R           |
| 26      |               | Minister van Financiën                | William Fessenden    | William Fessenden (1806–1869)    | 1 juli 1864       | 4 maart 1865      | R           |
| 27      |               | Minister van Financiën                | Hugh McCulloch       | Hugh McCulloch (1808–1895)       | 4 maart 1865      | 4 maart 1869      | R           |
| 26      |               | Minister van Oorlog                   | Simon Cameron        | Simon Cameron (1799–1889)        | 4 maart 1861      | 14 januari 1862   | R           |
| Vacant  |               | Minister van Oorlog                   |                      |                                  |                   |                   |             |
| 27      |               | Minister van Oorlog                   | Edwin Stanton        | Edwin Stanton (1814–1869)        | 20 januari 1862   | 28 mei 1868       | D (1862)    |
| 27      | R (1862–68)   | Minister van Oorlog                   | Edwin Stanton        | Edwin Stanton (1814–1869)        | 20 januari 1862   | 28 mei 1868       |             |
| 24      |               | Minister van de Marine                | Gideon Welles        | Gideon Welles (1802–1878)        | 4 maart 1861      | 4 maart 1869      | R           |
| 26      |               | Minister van Justitie                 | Edward Bates         | Edward Bates (1793–1865)         | 4 maart 1861      | 24 november 1864  | R           |
| Vacant  |               | Minister van Justitie                 |                      |                                  |                   |                   |             |
| 27      |               | Minister van Justitie                 | James Speed          | James Speed (1812–1887)          | 2 december 1864   | 22 juli 1866      | R           |
| 6       |               | Minister van Binnenlandse Zaken       | Caleb Smith          | Caleb Smith (1808–1864)          | 4 maart 1861      | 1 januari 1863    | R           |
| 7       |               | Minister van Binnenlandse Zaken       | John Palmer Usher    | John Palmer Usher (1816–1889)    | 1 januari 1863    | 15 mei 1865       | R           |
| 23      |               | Minister van Posterijen               | Montgomery Blair     | Montgomery Blair (1813–1883)     | 4 maart 1861      | 24 september 1864 | R           |
| 24      |               | Minister van Posterijen               | William Dennison jr. | William Dennison jr. (1815–1882) | 24 september 1864 | 25 juli 1866      | R           |

Washington ·
J. Adams ·
Jefferson ·
Madison ·
Monroe ·
J.Q. Adams ·
Jackson ·
Van Buren ·
W.H. Harrison ·
Tyler ·
Polk ·
Taylor ·
Fillmore ·
Pierce ·
Buchanan ·
Lincoln ·
A. Johnson ·
Grant ·
Hayes ·
Garfield ·
Arthur ·
Cleveland I ·
B. Harrison ·
Cleveland II ·
McKinley ·
T. Roosevelt ·
Taft ·
Wilson ·
Harding ·
Coolidge ·
Hoover ·
F.D. Roosevelt ·
Truman ·
Eisenhower ·
Kennedy ·
L.B. Johnson ·
Nixon ·
Ford ·
Carter ·
Reagan ·
G.H.W. Bush ·
Clinton ·
G.W. Bush ·
Obama ·
Trump I ·
Biden ·
Trump II